# Liste der Stolpersteine in Germersheim
Die Liste der Stolpersteine in Germersheim enthält Stolpersteine, die im Rahmen des gleichnamigen Projekts von Gunter Demnig in Germersheim verlegt wurden. Mit ihnen soll an Opfer des Nationalsozialismus erinnert werden, die in Germersheim lebten, bevor sie inhaftiert, deportiert, vertrieben oder ermordet wurden.

## Verlegte Stolpersteine
| Adresse             | Verlegedatum | Person, Inschrift | Bild | Anmerkung |
| ------------------- | ------------ | --- | ---- | --------- |
| 17er-Straße 13 ·    | 6. Feb. 2022 | HIER WOHNTE AUGUSTINE “GUSTEL” TÖPFER JG. 1895 DEPORTIERT 1940 GURS INTERNIERT DRANCY DEPORTIERT 1942 ERMORDET IN AUSCHWITZ                  |      |           |
| Hauptstraße 9 ·     | 6. Feb. 2022 | HIER WOHNTE NOЁ ROSENBAUM JG. 1864 GEDEMÜTIGT / ENTRECHTET SCHICKSAL UNBEKANNT                                                               |      |           |
| Hauptstraße 9 ·     | 6. Feb. 2022 | HIER WOHNTE LOUIS „LUI“ ROSENTHAL JG. 1887 GEDEMÜTIGT / ENTRECHTET SCHICKSAL UNBEKANNT                                                       |      |           |
| Hauptstraße 9 ·     | 6. Feb. 2022 | HIER WOHNTE ELSA ROSENTHAL JG. 1893 DEPORTIERT 1941 LODZ / LITZMANNSTADT ERMORDET                                                            |      |           |
| Hauptstraße 9 ·     | 6. Feb. 2022 | HIER WOHNTE GÜNTHER ROSENTHAL JG. 1920 „SCHUTZHAFT“ 1938 DACHAU FLUCHT 1939 JUGOSLAWIEN MASSENERSCHIESSUNG 12.10.1941 ZASAVICA               |      |           |
| Hauptstraße 9 ·     | 6. Feb. 2022 | HIER WOHNTE INGEBORG ROSENTHAL JG. 1924 DEPORTIERT 1941 LODZ / LITZMANNSTADT ERMORDET                                                        |      |           |
| Hauptstraße 9 ·     | 6. Feb. 2022 | HIER WOHNTE FRIEDRICH SALOMON ROSENBAUM JG. 1895 DEPORTIERT 1941 KOWNO FORT IX ERMORDET 25.11.1941                                           |      |           |
| Hauptstraße 9 ·     | 6. Feb. 2022 | HIER WOHNTE ARTHUR ROSENBAUM JG. 1900 DEPORTIERT 1940 GURS INTERNIERT DRANCY DEPORTIERT 1942 ERMORDET IN AUSCHWITZ                           |      |           |
| Hauptstraße 10 ·    | 6. Feb. 2022 | HIER WOHNTE FERDINAND KAHN JG. 1895 „SCHUTZHAFT“ 1938 DACHAU DEPORTIERT 1940 GURS INTERNIERT LES MILLES FLUCHT 1941 USA                      |      |           |
| Hauptstraße 10 ·    | 6. Feb. 2022 | HIER WOHNTE ISABELLA „BELLA“ KAHN GEB. EBERT JG. 1898 DEPORTIERT 1940 GURS INTERNIERT LES MILLES FLUCHT 1941 USA                             |      |           |
| Hauptstraße 10 ·    | 6. Feb. 2022 | HIER WOHNTE MAX EBERT JG. 1864 ZWANGSUMZUG 1940 ALTENHEIM MANNHEIM TOT 22.3.1941                                                             |      |           |
| Hauptstraße 10 ·    | 6. Feb. 2022 | HIER WOHNTE SOPHIE EBERT GEB. FREUNDLICH JG. 1872 ZWANGSUMZUG 1940 ALTENHEIM MANNHEIM DEPORTIERT 1942 THERESIENSTADT 1942 TREBLINKA ERMORDET |      |           |
| Hauptstraße 23 ·    | 6. Feb. 2022 | HIER WOHNTE ANTONIE „TONI“ MOHR JG. 1889 DEPORTIERT 1940 GURS INTERNIERT DRANCY DEPORTIERT 1942 ERMORDET IN AUSCHWITZ                        |      |           |
| Hauptstraße 23 ·    | 6. Feb. 2022 | HIER WOHNTE ELISABETH MOHR JG. 1890 DEPORTIERT 1940 GURS INTERNIERT DRANCY DEPORTIERT 1942 ERMORDET IN AUSCHWITZ                             |      |           |
| Hauptstraße 23 ·    | 6. Feb. 2022 | HIER WOHNTE WILHELMINA MOHR JG. 1891 DEPORTIERT 1940 GURS INTERNIERT DRANCY DEPORTIERT 1942 ERMORDET IN AUSCHWITZ                            |      |           |
| Hauptstraße 23 ·    | 6. Feb. 2022 | HIER WOHNTE OTTO MOHR JG. 1896 FLUCHT 1938 BELGIEN INTERNIERT DRANCY DEPORTIERT 1942 AUSCHWITZ ERMORDET 24.9.1942                            |      |           |
| Oberamtsstraße 14 · | 6. Feb. 2022 | HIER WOHNTE AUGUSTE DREYFUSS JG. 1859 GEDEMÜTIGT / ENTRECHTET TOT 16.5.1939                                                                  |      |           |